# Tikkuraitti
Tikkuraitti est une rue piétonne du quartier de Tikkurila â Vantaa en Finlande,.

## Présentation
Tikkuraitti est une rue piétonne est-ouest d'environ 250 mètres de long dans le quartier de Tikkurila à Vantaa, à environ 400 mètres de la gare de Tikkurila,.
La rue commence à l'intersection d'Asematie et de Kielotie et se termine à l'intersection de Talvikkitie et de Peltolantie.
Plusieurs bâtiments commerciaux dont un hypermarché Prisma et des restaurants sont situés le long de la rue.
La ville de Vantaa a décrit Tikkuraitti comme l'espace urbain public le plus important de Tikkurila.

## Galerie

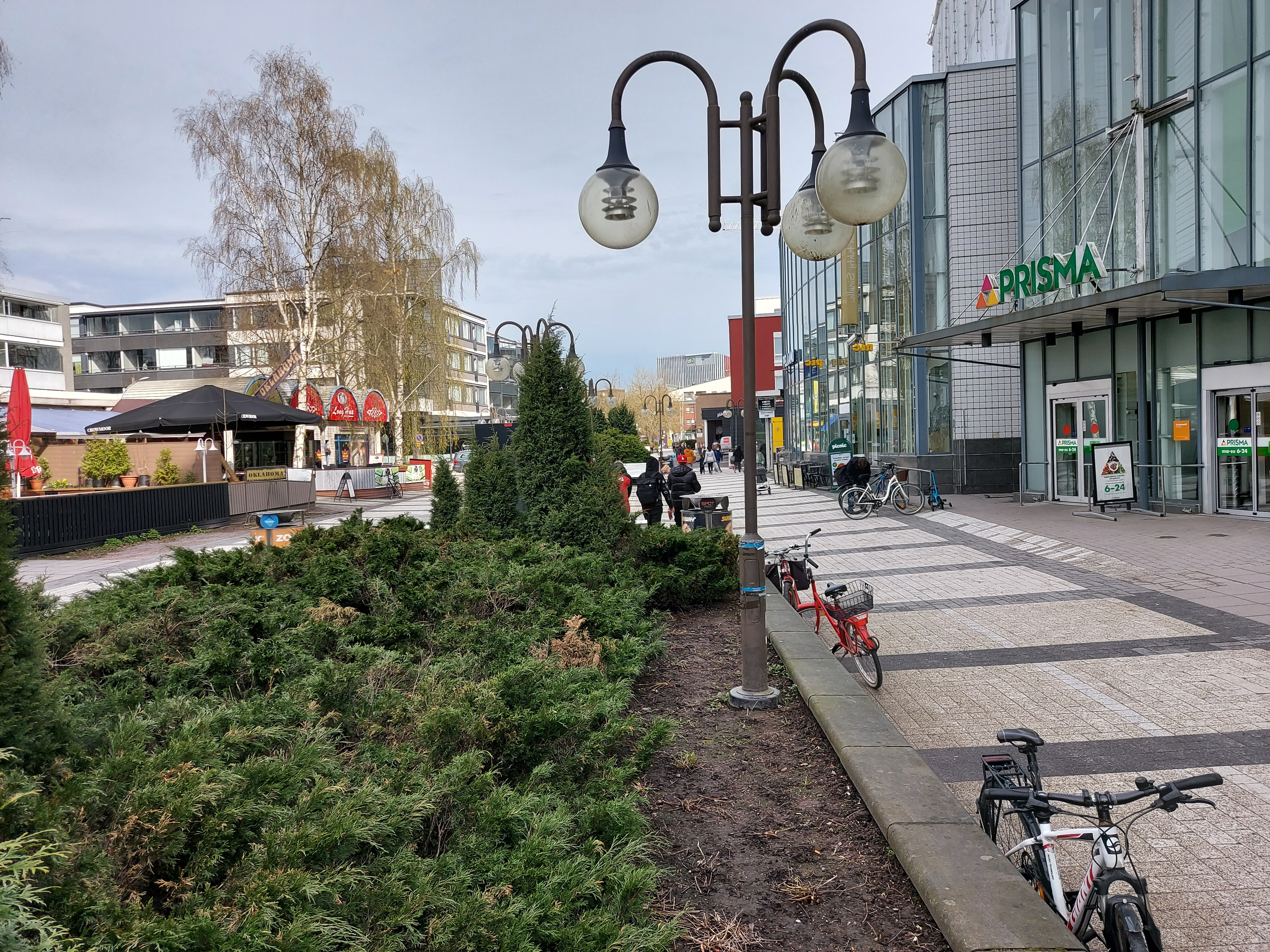
Tikkuraitti en 2021.
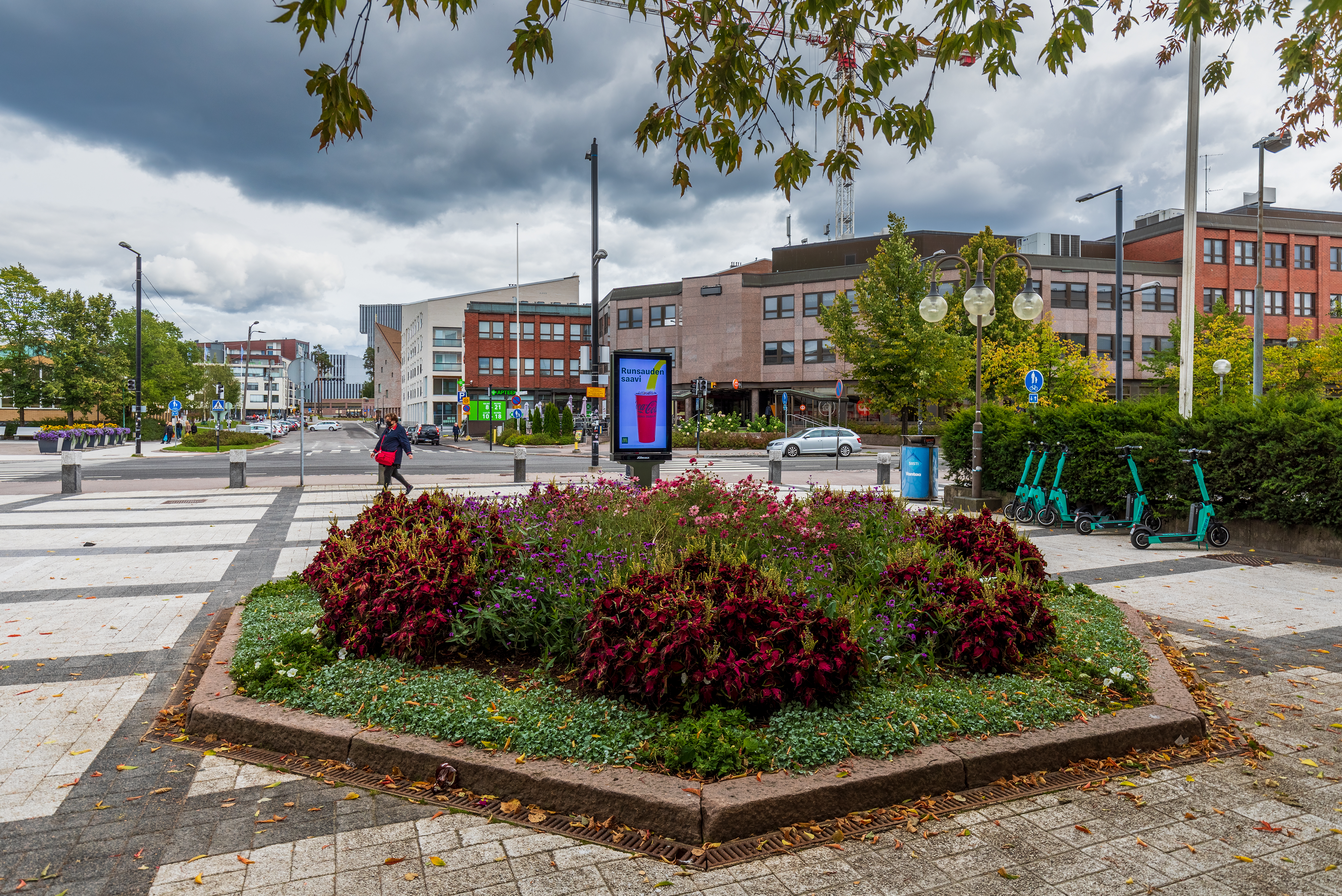
Tikkuraitti en 2021.
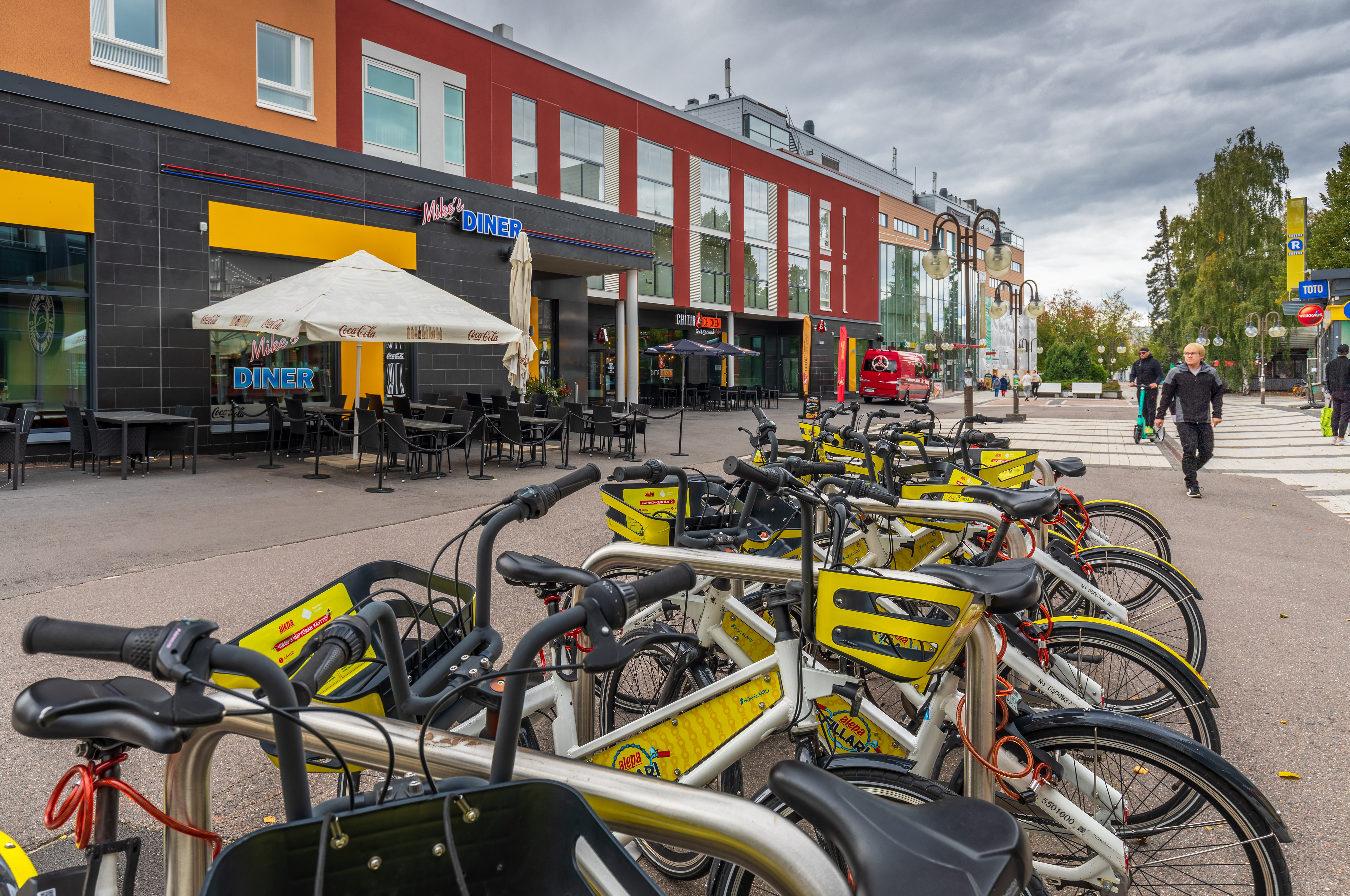
Vélos en libre-service à Tikkuraitti en 2021.